# 30 juillet 1975
Le mercredi 30 juillet 1975 est le 211e jour de l'année 1975.

## Naissances
- Cherie Priest, auteur de romans de science-fiction
- Daniel Berg Hestad, footballeur norvégien
- Frank Schoeman, joueur de football international sud-africain
- Juan José Videgain, écrivain espagnol
- Maja Lunde, scénariste et écrivaine norvégienne
- Maxime Lachaud, écrivain français et journaliste du mouvement gothique
- Michaël Zurita, guitariste français
- Oriol Paulo, réalisateur et scénariste espagnol
- Raphaël Chanal, joueur de rugby français
- Toinette Laquière, actrice française
- Tomasz Markowski, joueur d'échecs polonais

## Décès
- James Blish (né le 23 mai 1921), écrivain américain
- John E. Dahlquist (né le 12 mars 1896), général de l'armée américaine

## Événements
- Fondation  dans les campagnes du Salvador du Bloc populaire révolutionnaire (BPR) qui se lancera trois ans plus tard dans la lutte armée[1].
  - À la suite d'un processus de forte concentration des terres au Salvador, la proportion de paysans sans terre est passée de 19,8 % en 1961 à 41,1 % en 1975.

- accords d'Helsinki à l’issue de la Conférence sur la sécurité et la coopération en Europe (CSCE) qui réunit 35 États (33 pays européens sauf République populaire socialiste d'Albanie, plus États-Unis et Canada) : sécurité en Europe, respect des droits de l’Homme et des libertés fondamentales, coopération dans les domaines scientifique, technique et humanitaires[2].